# Tabela de temporalidade
Tabela de Temporalidade é o instrumento/meio com o qual se determina o prazo de permanência de um documento em um arquivo e sua destinação após este prazo, pois existem documentos que devem ser guardados por mais tempo como os relacionados às áreas contábil, fiscal, financeira e pessoal. Ela é muito utilizada pelos órgãos públicos, é importante frisar que a eliminação de documentos de arquivos, devem obedecer às normas do CONARQ, em destaque os documentos produzidos por todos os órgãos integrantes do poder público.
Segundo Wadson Faria (2006, p. 35), a tabela de temporalidade documental (TTD) é o instrumento de gestão arquivística que determina:
1. os prazos em que os documentos devem ser mantidos no arquivo corrente (operacional);
2. quando devem ser transferidos ao arquivo intermediário (setorial);
3. e por quanto tempo devem ali permanecer.

Sendo assim, a TTD estabelece critérios para a migração de suporte (microforma, digitalização etc.) e para a eliminação ou recolhimento dos documentos ao arquivo permanente.

## Comissão permanente de avaliação de documentos
É necessário que cada organização faça a constituição legal de sua Comissão Permanente de Avaliação de Documentos. Dependendo do porte da mesma, poderá haver mais de uma Comissão.
A comissão permanente de avaliação de documentos tem por finalidade assessorar à Divisão de Arquivo Geral nas ações e procedimentos referentes a avaliação documental, também orientar e realizar a análise, avaliação e seleção da produção documental produzida e acumulada, deve ser formada por representantes dos mais importantes setores da instituição.

## Características
Tabela de temporalidade documental deve ser vista como um documento institucional e normativo, servindo de suporte para questões que se referem a períodos de permanência de documentos no arquivo da mesma. Os processos de arquivamento que não estejam orientados por uma TTD, necessitam freqüentemente de novas reorganizações, pois o crescimento em volume passa a não ter limites, ser descontrolado e desordenado.
A equipe do arquivo terá que dedicar um tempo considerável para trabalhos de triagem freqüentes, pois quanto mais ampla for a TTD, no que diz respeito a cobertura da massa documental produzida pela organização, maior será a eficácia da mesma no processo de arquivamento. A pessoa responsável pelo processo de arquivamento tem que ter um conhecimento básico sobre as ferramentas da TTD para que haja o melhor funcionamento do arquivo.

## Vantagens
São inúmeras as vantagens da aplicação de uma TTD, como por exemplo, diminuição da ocupação do espaço físico, agilidade na recuperação da informação, definições de responsabilidade para com a gestão dos processos de arquivamento, diminuição com custos operacionais, controle geral da massa documental, eficácia sobre a gestão documental.

## Dicas
As organizações devem levar em consideração algumas orientações práticas para efetivação das TTDs que são as seguintes: planejar com simplicidade sobre os mecanismos de execução, a participação de todos da organização para criação da Comissão Permanente de Avaliação de Documentos, obtenção de conhecimento sobre a estrutura funcional da organização, de seu objetivo, ou seja, das atividades meio e fim, conhecer a tipologia documental produzida ou recebida pela organização.